# Cuộc thảm sát Dương Châu
Trong cuộc thảm sát Dương Châu, những kẻ nổi loạn Trung Quốc dưới sự chỉ huy của Điền Thần Công đã tham gia vào một cuộc tàn sát các thương nhân Ả Rập và Ba Tư nước ngoài vào năm 760 trong triều đại nhà Đường ở Dương Châu.

## Kiến thức
Các thương gia nước ngoài và thương nhân bị gánh chịu sự kì thị sắc tộc của nhân dân Trung Quốc, và họ bị coi là vật tế thần khi triều đại nhà Đường suy tàn.

## Thảm sát
Thảm sát diễn ra trong Loạn An Sử. Các thương nhân Ả Rập và Ba Tư trong thành phố đã bị tàn sát hàng nghìn người khi binh lính nổi dậy của Điền Thần Công tiến vào thành phố. Các thương gia nhắm được mục tiêu cho người nước ngoài và cho sự giàu có của họ. (大食波斯賈胡死者數千人;  殺商胡波斯數千人)

## Sự kiện liên quan
Trong cuộc thảm sát Quảng Châu trong năm 879, 120.000 người Ả Rập Hồi giáo, Ba Tư, Do Thái, Zoroastrian và Cơ đốc giáo đã bị giết bởi thủ lĩnh phiến quân Trung Quốc, Hoàng Sào. 